# Sächsische M I TV
Als Gattung M I T{\displaystyle \textstyle {\mathfrak {V}}} bezeichneten die Königlich Sächsischen Staatseisenbahnen zwei Tenderlokomotiven der Bauart Meyer.

## Geschichte
Für den Betrieb auf den kurvenreichen Erzgebirgsnebenstrecken entwickelte die Sächsische Maschinenfabrik in Chemnitz 1890 eine Drehgestelllokomotive der Bauart Günther-Meyer. Gebaut wurden allerdings nur zwei Lokomotiven mit den Fabriknummern 1658 und 1659. Die beiden Lokomotiven erhielten die Bahnnummern 822 und 823 sowie die Namen RASCHAU und CROTTENDORF.
Zunächst waren sie in die Gattung H M I TV eingeordnet. Ab 1896 wurden sie dann als M I TV; ab 1900 als I TV bezeichnet.
Die Lokomotiven bewährten sich nicht, so dass zunächst keine weiteren Lokomotiven dieser Bauart beschafft wurden. Vor allem bei höheren Geschwindigkeiten neigten die Lokomotiven zu unruhigem Lauf. Dazu kam eine erhöhte Schleuderneigung beim Anfahren. Ähnliche Lokomotiven wurden ab 1892 für die sächsischen Schmalspurbahnen als Gattung IV K beschafft.
Erst als nach der Jahrhundertwende für die bei Dresden gelegene Windbergbahn leistungsstarke und besonders kurvengängige Lokomotiven benötigt wurden, kam es zum Bau gleichartiger Lokomotiven. Diese unterschieden sich allerdings deutlich von der Ursprungsbauart (vgl. Sächsische I TV).
Die Ausmusterung der M I TV erfolgte 1922, sie haben von der Deutschen Reichsbahn keine neuen Nummern mehr erhalten.

## Technische Merkmale
Die Lokomotiven besaßen einen aus zwei Schüssen gefertigten Langkessel. Der Stehkessel war mit halbrunder Decke der Bauart Crampton ausgeführt. Zur Kesselspeisung dienten zwei nichtsaugende Injektoren der Bauart Friedmann.
Die Dampfmaschine war als Vierzylinder-Verbundtriebwerk mit Heusingersteuerung und Flachschiebern ausgeführt. Die kleineren Hochdruckzylinder befanden sich am hinteren, die größeren Niederdruckzylinder am vorderen Drehgestell. Die Drehgestelle waren durch ein Kuppeleisen verbunden, um etwaige gegenläufige Schlingerbewegungen zu verringern.
Der Wasservorrat war in seitlichen Behältern untergebracht, die Kohle in einem Kasten hinter dem Führerhaus.
Als Bremsausrüstung besaßen die Lokomotiven ursprünglich nur eine Dampfbremse, ergänzt durch eine Wurfhebelbremse. Später wurden Westinghouse-Druckluftbremsen nachgerüstet.
Als Sonderausrüstung waren die Lokomotiven mit einem Dampfläutewerk der Bauart Latowski versehen.